# Čestné občanství Evropské unie
Čestné občanství Evropské unie je pocta udělovaná Evropskou radou za neobyčejné zásluhy v evropské integraci a evropské spolupráci.
Doposud bylo čestné občanství uděleno pouze třem lidem:
- Jeanu Monnetovi (4. dubna 1976 na zasedání v Lucemburku)[1][2]
- Helmutu Kohlovi (11. prosince 1998 na zasedání ve Vídni)[3][4]
- Jacquesovi Delorsovi (25. června 2015 za jeho zásluhy na Evropském projektu)[5][6]

Vyznamenaní
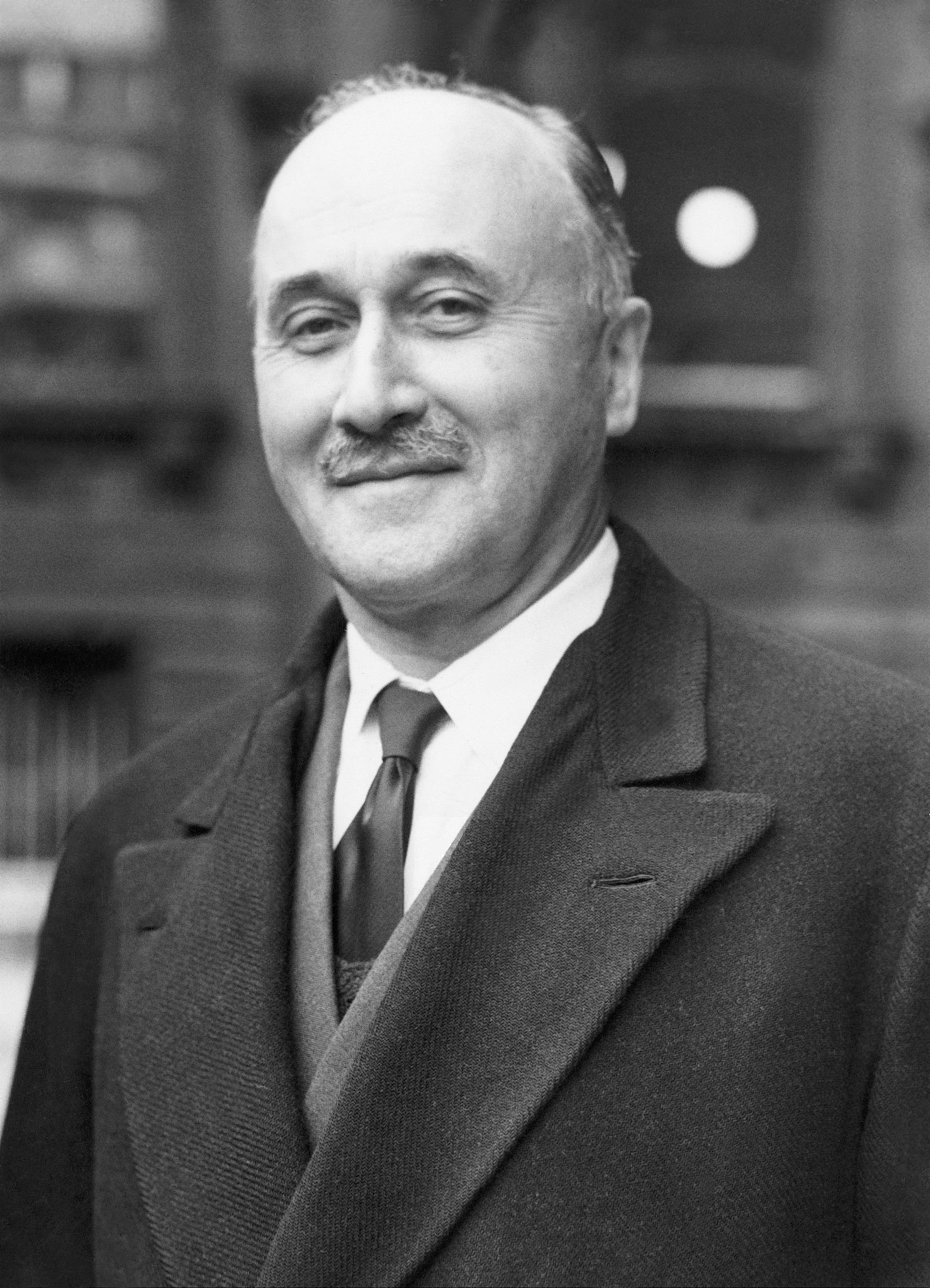
Jean Monnet
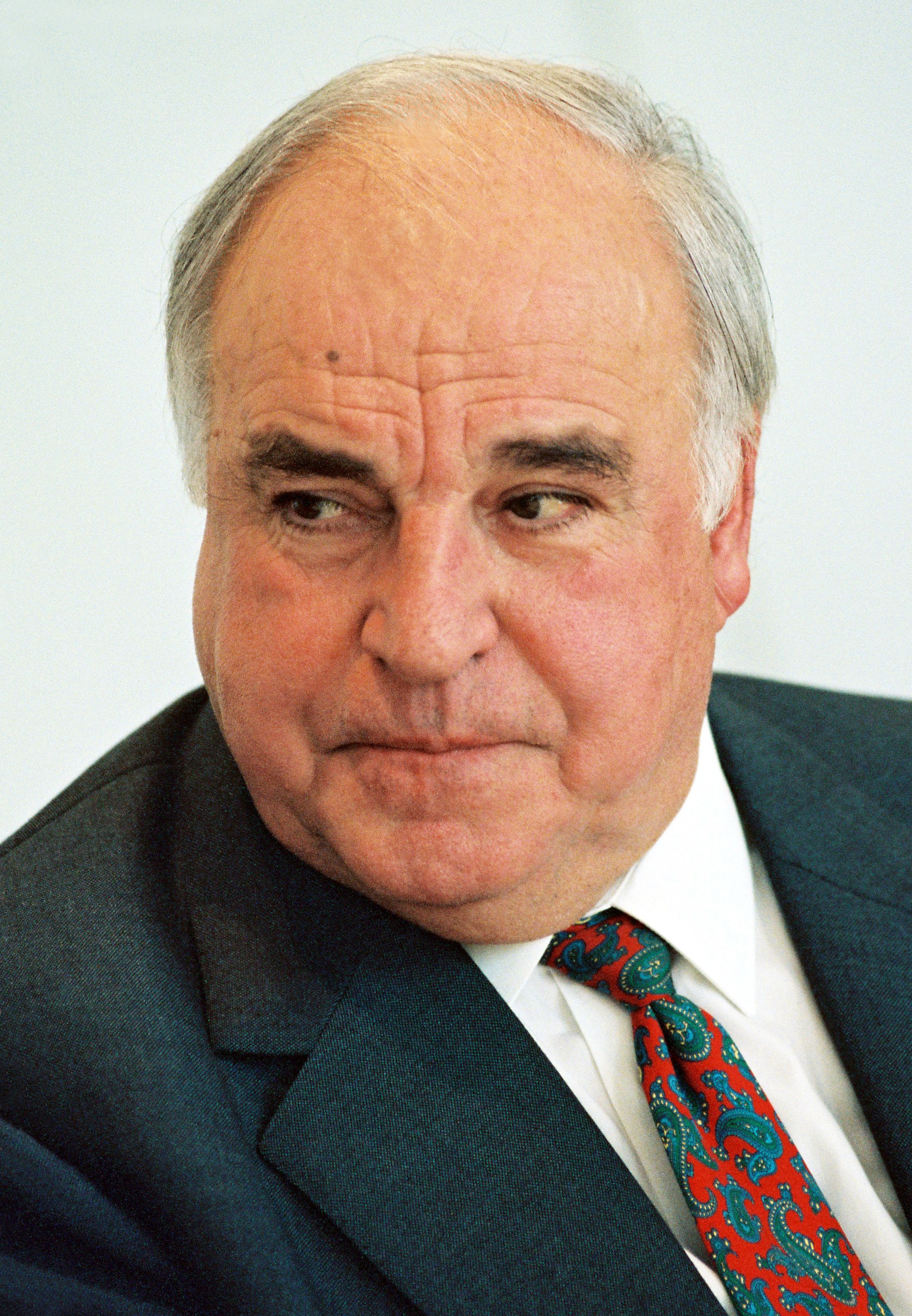
Helmut Kohl
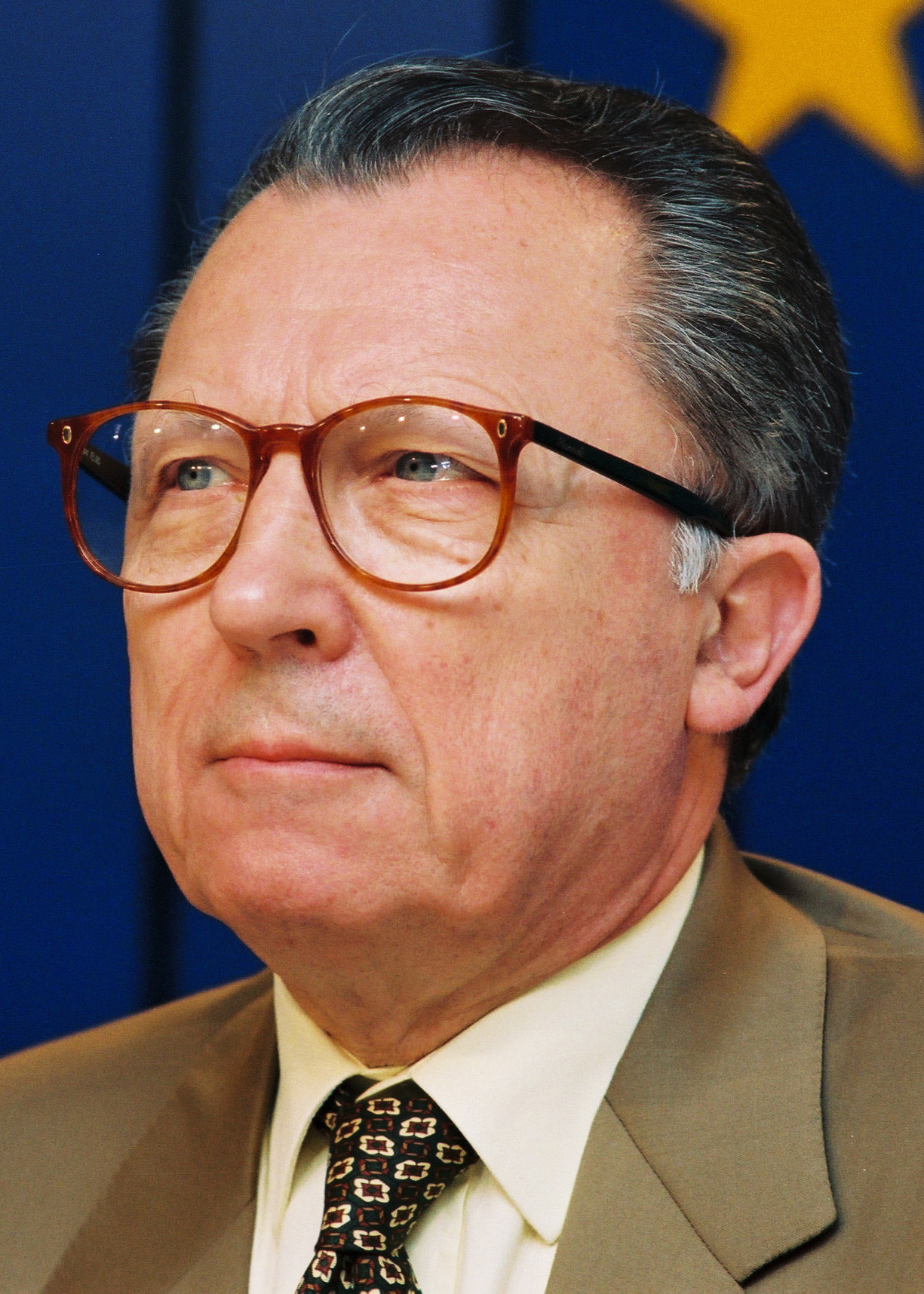
Jacques Delors